# Cycle des hautes études européennes
Le Cycle des hautes études européennes, pouvant être abrégé CHEE, est un séminaire de formation organisé annuellement par l'École nationale d'administration (ENA), visant à aborder les grands enjeux d’aujourd’hui à travers le prisme européen.
Décidé le 19 décembre 2005, lors d'un Comité interministériel sur l'Europe, il se présente comme une filière d'excellence en matière de questions européennes.

## Activités
Environ quarante auditeurs suivent, chaque année, deux à cinq jours de formation chaque mois. Elles comprennent un socle de base et des thématiques approfondies, suivant l'actualité. 

## Recrutement
Les candidats doivent exercer des postes à responsabilités, depuis au moins six années. Ils proviennent de tous les secteurs économiques et du secteur public. Les dossiers de candidatures sont proposés chaque année. Le recrutement s'opère sur cette base, à la suite d'un entretien à l'Ecole.

## Parrains de promotion

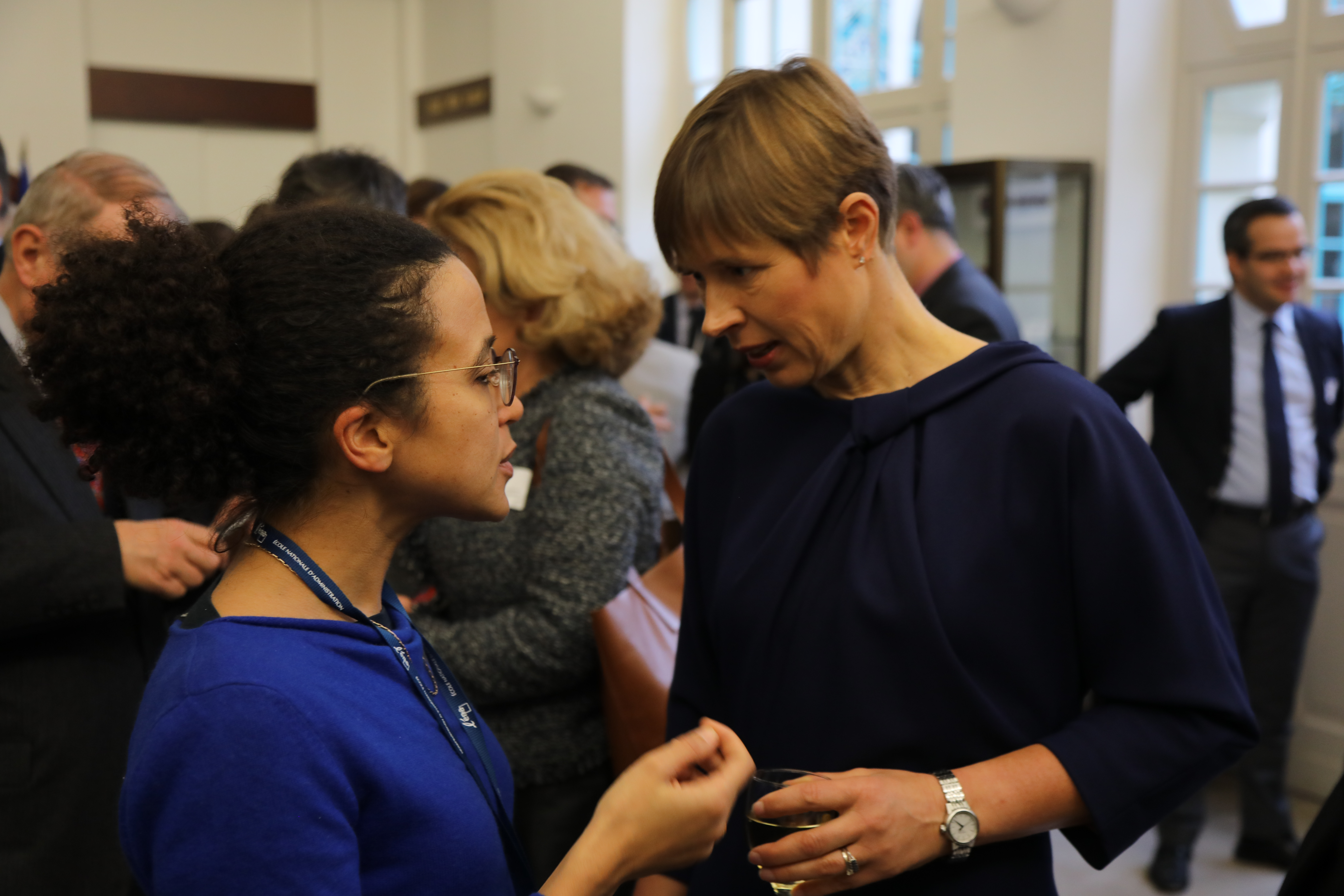
Kersti Kaljulaid, présidente de la république d'Estonie, marraine 2019 du CHEE, en discussion avec les auditeurs de la promotion lors du module d'ouverture.

- Promotion 2020 (à venir) : Jean-Dominique Senard
- Promotion 2019 : Kersti Kaljulaid
- Promotion 2018 : Michel Barnier
- Promotion 2017 : Herman Van Rompuy
- Promotion 2016 : Ursula von der Leyen
- Promotion 2015 : Emma Bonino

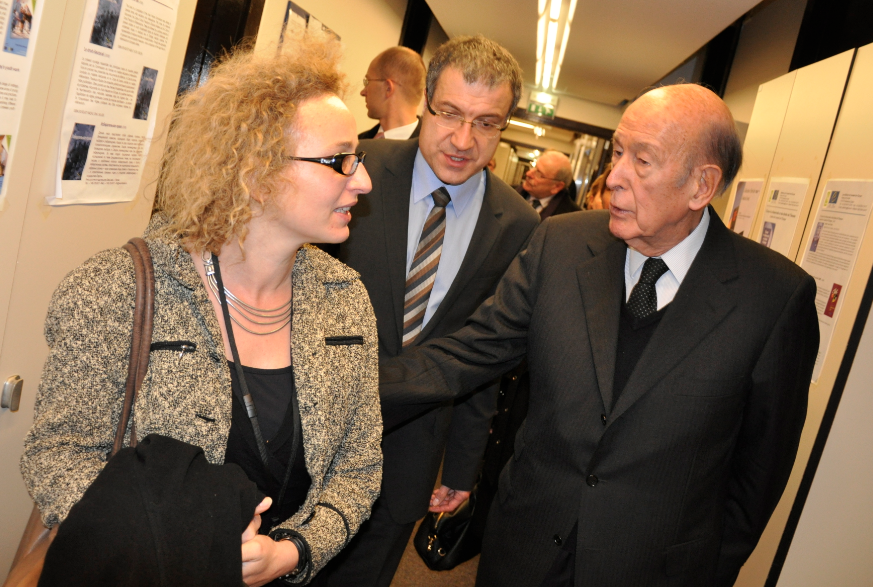
Valéry Giscard d'Estaing, parrain de la promotion 2009, accompagné de fonctionnaires de l'ENA au Conseil de l'Europe

- Promotion 2014 : Jean-Claude Juncker.

- Promotion 2013 : Joschka Fischer
- Promotion 2012 : Jean-Claude Trichet
- Promotion 2011 : Mario Soares
- Promotion 2010 : Felipe Gonzalez
- Promotion 2009 : Valéry Giscard d'Estaing
- Promotion 2008 : Jacques Delors
- Promotion 2007 : Simone Veil

## Sources
(juin 2013).
- Rapport au Premier Ministre sur la création du CHEE
- Présentation du CHEE sur le site de l'ENA
- Association des anciens auditeurs du CHEE